# Francisco de Borja Téllez-Girón y Pimentel
Francisco de Borja Téllez-Girón y Pimentel, X książę Osuny, Grand Hiszpanii (ur. 6 października 1785 w Madrycie, zm. 21 maja 1820 tamże) – hiszpański arystokrata.

## Życiorys
Rodzice Francisca, księstwo Osuny Pedro i María Josefa Pimentel y Téllez-Girón, należeli do czołowych przedstawicieli hiszpańskiego oświecenia. Roztaczali mecenat nad naukowcami i artystami epoki, do których należeli m.in. Francisco Goya i Leandro Fernández de Moratín. Wychowali swoje dzieci w duchu oświecenia; synów od młodych lat przygotowywano do kariery wojskowej.
W 1802 ożenił się z Marie-Françoise-Philippine Beaufort-Spontin y Alvarez de Toledo, z którą miał dwóch synów. W 1807, po śmierci ojca, został X księciem Osuny. Jego starszy syn Pedro odziedziczył tytuł po nim, ale zmarł bezdzietnie. Tytuł przeszedł na młodszego syna Mariana, którego rozrzutny styl życia przyczynił się do ostatecznego roztrwonienia i licytacji majątku książąt Osuny.
W 1808 Francisco towarzyszył królowi Ferdynandowi VII w podróży do Bajonny na spotkanie z Napoleonem, w wyniku którego hiszpańscy monarchowie zostali odsunięci od tronu. Następnie złożył przysięgę na wierność Józefowi I Bonaparte, aby miesiąc później po klęsce Francuzów pod Bailén opowiedzieć się przeciwko niemu. Uciekł do Hiszpanii w przebraniu kleryka. Napoleon ogłosił go zdrajcą i wrogiem Hiszpanii i Francji, co wiązało się z konfiskatą majątku i wyrokiem śmierci. W czasie wojny wyzwoleńczej toczonej przeciwko Francuzom przeniósł się z rodziną ze stolicy do Kadyksu, gdzie poparł konstytucję. Z tego powodu popadł w konflikt z matką, zaogniony dodatkowo przez sprawy spadkowe po śmierci księcia Osuny w 1807. Po przywróceniu monarchii absolutnej Ferdynanda VII poparł nowego króla i odzyskał majątek, ale już w 1816 został pozbawiony stanowiska, odmówiono mu także pozwolenia na opuszczenie Madrytu, o które ubiegał się ze względu na zły stan zdrowia. Ostatecznie wyjechał do Pozuelo de Alarcón, gdzie zmarł w 1820.
W 1796 otrzymał Order Kalatrawy, jest on widoczny na portrecie pędzla Agustína Esteve, na którym Francisco ma 12 lat i nosi mundur Hiszpańskiej Gwardii Królewskiej. Istnieje także jego portret z 1799 pędzla Beecheya, na którym widnieje razem z młodszym bratem Pedrem.